# Anders Fogh Rasmussen

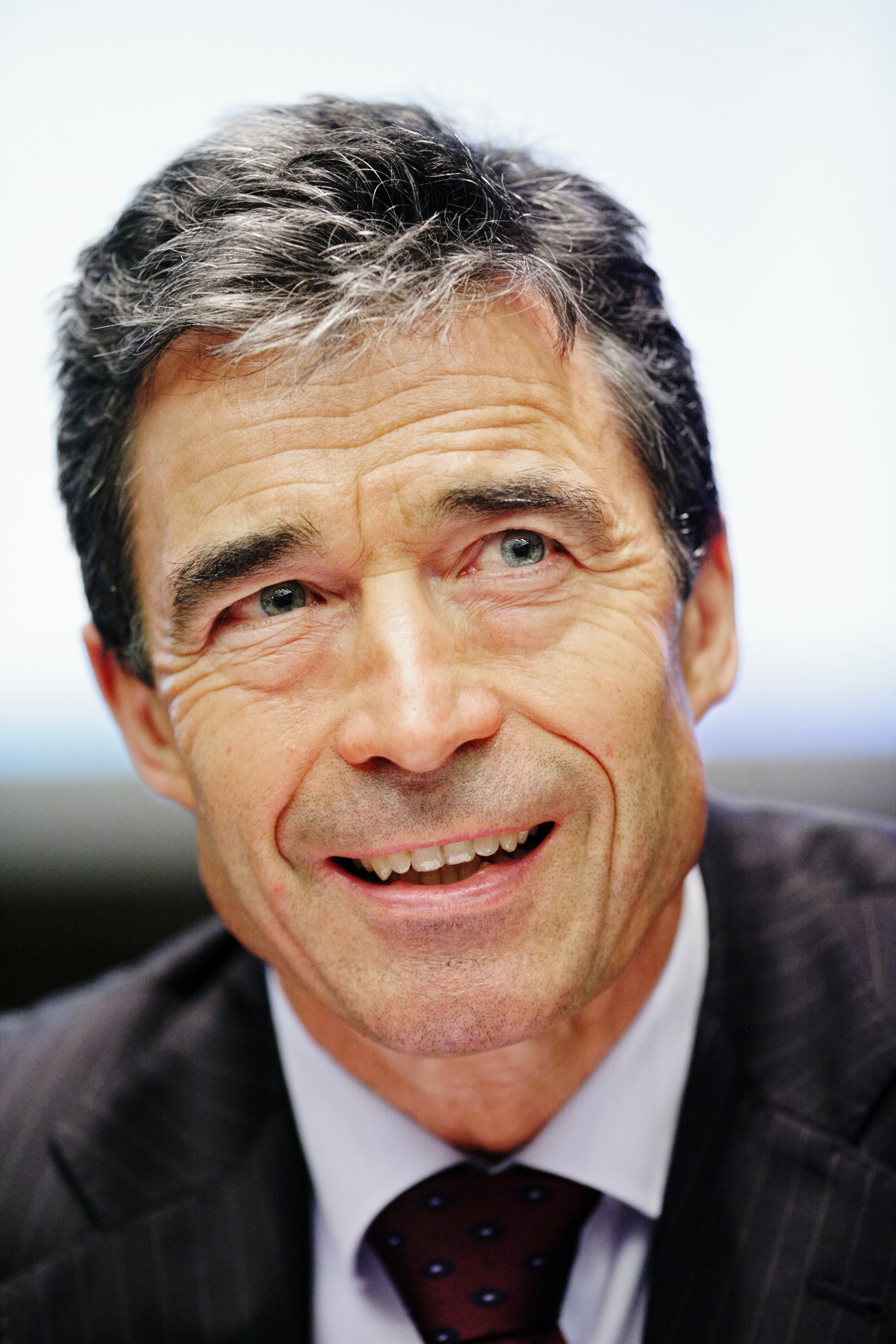
Anders Fogh Rasmussen (2008)

Anders Fogh Rasmussen [ˈanɐs fɔ ˈʁasmusn̩] (* 26. Januar 1953 in Ginnerup, Jütland) ist ein dänischer Politiker. Von 2001 bis 2009 war er Ministerpräsident von Dänemark und von 1998 bis 2009 Vorsitzender der Venstre-Partei. Von 2009 bis 2014 war er Generalsekretär der NATO. Seit 2015 arbeitet Rasmussen als Berater für Goldman Sachs.

## Familie

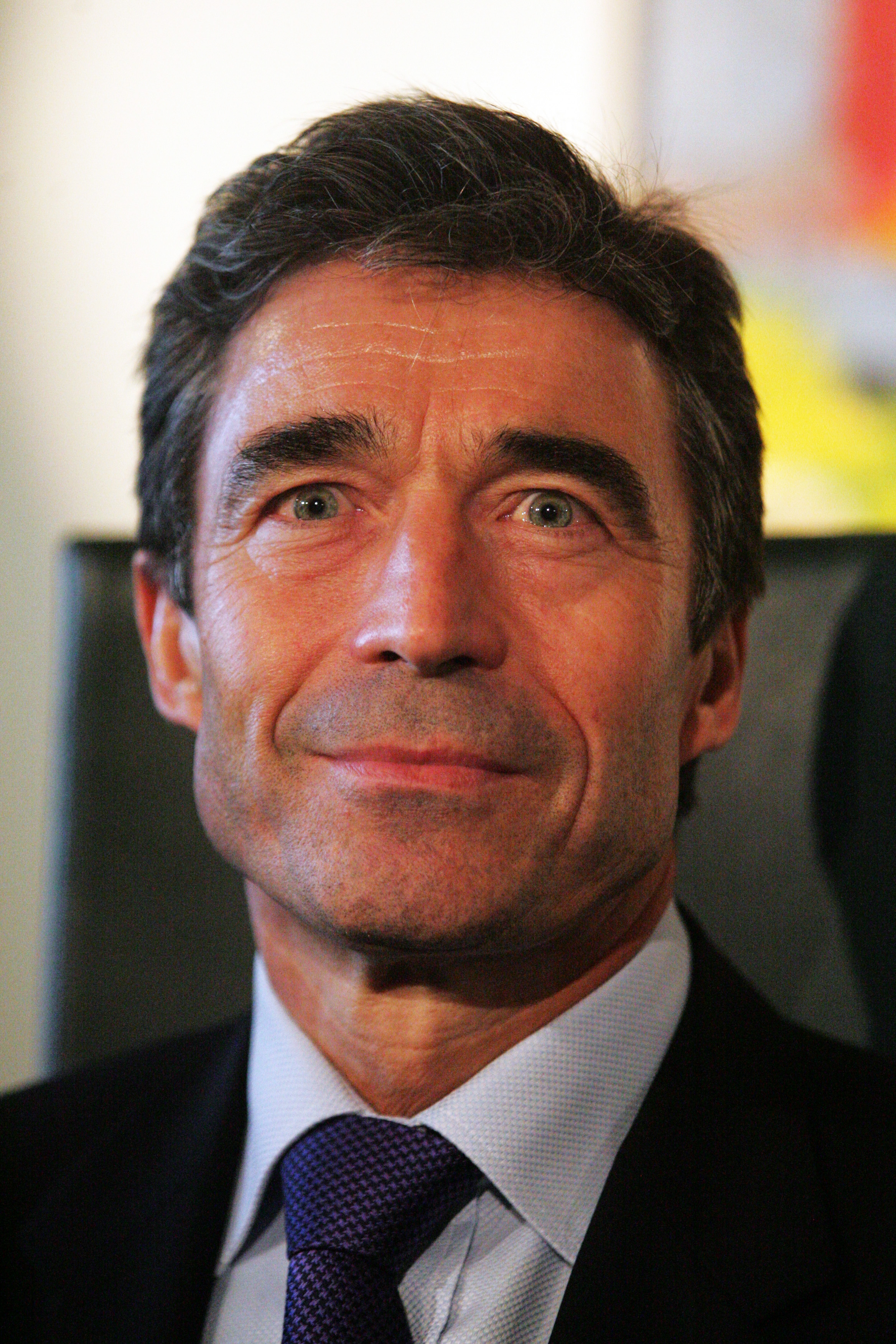
Anders Fogh Rasmussen (2005)

Anders Fogh Rasmussen ist seit 1978 mit Anne-Mette Rasmussen (* 1958) verheiratet. Das Paar hat drei gemeinsame Kinder: Unternehmer und Buchautor Henrik Fogh Rasmussen (* 1979), Maria (* 1981) und Christina (* 1984) sowie sechs Enkelkinder. Rasmussen ist evangelisch-lutherischen Glaubens.

## Politischer Aufstieg

### Frühes politisches Engagement
Rasmussen studierte Wirtschaftswissenschaften an der Universität Århus, an der er 1978 auch seinen Abschluss  machte. Er war früh in den Jugendorganisationen der konservativ-liberalen Venstre aktiv und wurde bereits mit 25 Jahren in das Parlament Folketing gewählt.

### Rücktritt als Steuerminister wegen „kreativer Buchführung“
Von 1987 bis 1990 war er Steuerminister in den Kabinetten Schlüter II, III und IV, ab 1990 zusätzlich Wirtschaftsminister. 1992 musste Rasmussen als Minister zurücktreten, nachdem eine Untersuchungskommission zu dem Schluss gekommen war, dass er dem Parlament ungenaue und unvollständige Informationen über die „kreative Buchführung“ in seinem Ministerium geliefert hatte.

### Erstmalige Ablösung der sozialdemokratischen Regierung seit 1920
1998 wurde er zum Vorsitzenden der Venstre gewählt. Bei der Parlamentswahl im November 2001 gewann die Venstre 31,3 % der Stimmen. Das Ergebnis bedeutete eine Zäsur für die politische Landschaft Dänemarks, da die Sozialdemokraten erstmals seit 1920 nicht mehr stärkste politische Kraft im Folketing waren. Anders Fogh Rasmussen wurde als Ministerpräsident Nachfolger des Sozialdemokraten Poul Nyrup Rasmussen. Er bildete eine Minderheitsregierung mit der Konservativen Volkspartei, die im Parlament von der rechtspopulistischen Dänischen Volkspartei unterstützt wurde.

## Amtszeit als Ministerpräsident
Neoliberale Steuerpolitik

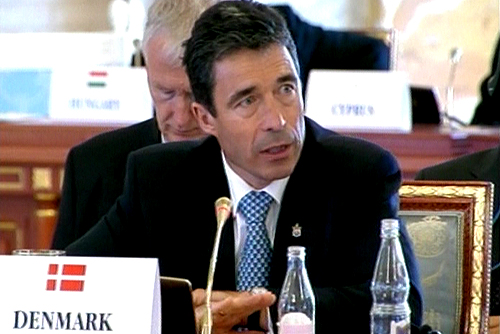
Rasmussen auf dem EU-Russland-Gipfel (2003)

Rasmussen vertrat wirtschaftsliberale Grundsätze. In seinem Buch Fra socialstat til minimalstat (dt. „Vom Sozialstaat zum Minimalstaat“) plädierte er für eine Umformung des dänischen Wohlfahrtsstaates im Geiste neoliberaler Politik. Nach den Wahlen 2001 initiierte seine Partei einen „Steuerstopp“, was von Anhängern der Opposition als „antisozial“ und „Umschichtung zu Gunsten der Reichen“ verurteilt wurde. 2004 wurden die Steuersätze leicht gesenkt. Insgesamt stiegen die Staatsausgaben jedoch auch unter seiner Regierung stärker als die Inflationsrate.
Vorsitz im EU-Rat

Im Jahr 2002 übte Fogh Rasmussen die EU-Ratspräsidentschaft aus. Seine Hauptaufgabe bestand darin, Beitrittsverhandlungen zu leiten. Er befürwortete den Beitritt Maltas und Zyperns zur Europäischen Union, äußerte sich aber wiederholt kritisch zu einer EU-Mitgliedschaft der Türkei. Auf dem Brüsseler EU-Gipfel 2005 lehnte aber nur Österreich eine Aufnahme der Türkei in die EU ab, so dass Beitrittsverhandlungen beginnen konnten.
Golfkrieg, Kriegseintritt

Im Golfkrieg 2003 unterstützte die Regierung Fogh Rasmussen die USA und entsandte ein dänisches Kontingent in den Irak. Wie in anderen europäischen Staaten war dieser Krieg auch in Dänemark sehr umstritten. Im März 2003 stellte Rasmussen als einen Grund der Unterstützung der Militärintervention dar, dass der Irak Massenvernichtungswaffen habe: „Der Irak hat Massenvernichtungswaffen. Das ist nichts, was wir nur glauben. Wir wissen es. Der Irak hat selbst zugegeben, dass er Senfgas, Nervengas und Anthrax (Milzbrand) besitzt, aber Saddam will keine Ruhe geben. Er will uns nicht sagen, wo und wie die Waffen vernichtet wurden. Wir wissen es von den UN-Inspektoren und deshalb gibt es für mich keinen Zweifel.“ Rasmussen bestritt allerdings, dass die Annahme von Massenvernichtungswaffen Grund für den Kriegseintritt Dänemarks gewesen sei. Der Antrag der Regierung vom März 2003 an das Parlament, dem Kriegseinsatz zuzustimmen, erwähnt Massenvernichtungswaffen jedoch zehn Mal. Rasmussen soll vor dem 18. März 2003 vom eigenen Auslandsgeheimdienst gewusst haben, dass es keine Beweise für Massenvernichtungswaffen gebe: Der dänische Geheimdienstler und Whistleblower Frank Grevil erklärte gegenüber der dänischen Tageszeitung Dagbladet Information: „Ich wusste, was wir in unseren Berichten geschrieben hatten. Aber wenn man die Regierung hörte, hatte man den Eindruck, als ob niemand das gelesen hätte.“ Grevil wurde wegen Geheimnisverrats zu sechs Monaten Haft verurteilt.
Golfkrieg, Misshandlung von Kriegsgefangenen

Im Nachhinein stellte sich die Frage nach der Rolle von Premier Rasmussen und seiner Regierung hinsichtlich der Informationspolitik und der Mitschuld dänischer Soldaten an der Misshandlung von Kriegsgefangenen. Rasmussen habe die Folter verheimlicht. Außenminister Villy Søvndahl warf Rasmussen vor, er habe sich „grober Irreführung“ des Parlaments schuldig gemacht, er habe „ausgestrichen, statt zu informieren“, nachdem fünf irakische Gefangene den dänischen Staat wegen ihrer Misshandlung in irakischer Obhut verklagt hatten. Verteidigungsminister Søren Gade hatte im Parlament mehrmals wahrheitswidrig behauptet, dänische Truppen würden keine Gefangenen an irakische Behörden ausliefern, man habe „keine Misshandlung“ konstatiert. „Die Regierung log, weil sie keine Kritik an der Kriegsteilnahme wünschte“, sagte Frank Aaen, Abgeordneter der linken Einheitsliste. „Wäre sie offener gewesen, hätte man Menschen retten können, die ausgeliefert und gefoltert oder gar hingerichtet wurden.“
Ausländerpolitik

Nachdem er 1998 den Vorsitz der Venstre übernommen hatte, rückte er die Partei in die rechte Mitte und versprach im Wahlkampf von 2001 eine Änderung des Ausländerrechts, „um mehr Platz zum Atmen“ zu bekommen.
So kündigte er unter anderem die Ernennung eines „Ausländerministers“ an, der den Zuzug von Ausländern begrenzen sollte, und forderte, die Zahl der Eheschließungen von Einwanderern mit Partnern aus ihrer Heimat zu reduzieren. Auch die in Aussicht gestellte Wende bei der Ausländer- und Flüchtlingspolitik, die praktisch auf eine Abschaffung des politischen Asyls hinausliefe, wäre mit geltenden EU-Regelungen nicht vereinbar gewesen. Auf einem Wahlplakat wurden kriminelle Muslime abgebildet, und die Forderung „Zeit für Veränderung“. Im humanitären Bereich engagierte Politiker wie die linksliberale Entwicklungshilfeministerin Anita Bay Bundegaard wurde von Parteigängern als „weiße Unschuld“ verspottet.
Nachdem der erfolgreiche Wahlkampf die Venstre zum ersten Mal nach 80 Jahren wieder zur stärksten Partei im dänischen Parlament gemacht hatte, war Rasmussens erste Amtszeit unter anderem durch eine scharfe Ausländer- und Asylpolitik gekennzeichnet; auch Entwicklungshilfe und die Ausgaben für die Umwelt wurden gekürzt. Berichte etwa des Europarats, die Dänemark ein zunehmendes Klima der Intoleranz und des Ausländerhasses attestierten, befahl Rasmussen noch 2006, „in den Papierkorb“ zu werfen, er könne solche Kritik aus dem Ausland nicht ernst nehmen.
Das dänische Ausländerrecht gilt nach den restriktiven Änderungen als das schärfste Europas.
Wahlkampf 2005

Bei der Folketingswahl 2005 verlor die Venstre vier Parlamentssitze, konnte die Minderheitsregierung aber aufgrund von Gewinnen ihrer Koalitionspartner fortsetzen. Im Wahlkampf stand Fogh Rasmussen insbesondere für sein Krisenmanagement nach der Tsunami-Katastrophe in Südostasien in der Kritik; auch zahlreiche dänische Touristen waren unter den Opfern gewesen.
Vorzeitige Neuwahlen

Aufgrund zunehmender politischer Diskrepanzen innerhalb der Regierung schrieb Rasmussen im Oktober 2007 vorzeitig Neuwahlen aus, die am 13. November 2007 stattfanden (Folketingswahl 2007). Die von Fogh erhofften „klareren Verhältnisse“ stellten sich jedoch nicht ein. Zwar blieb die Verteilung der Mandate zwischen dem „roten Block“, der Helle Thorning-Schmidt unterstützte, und dem „blauen Block“ der bürgerlichen Parteien unverändert, doch verlor die Venstre weitere sechs Mandate. Da diese von der Dansk Folkeparti und der neuen Partei Ny Alliance um Naser Khader ausgeglichen wurden, war die Stellung der Regierungskoalition gegenüber ihren parlamentarischen Unterstützungsparteien weiter geschwächt. Dennoch machte Fogh Rasmussen mit seinem bisherigen Kabinett bei nur einer personellen Umbesetzung weiter.
Rücktritt

Nach seiner Nominierung für den Posten des NATO-Generalsekretärs trat er am 5. April 2009 als dänischer Regierungschef zurück. Er übergab das Amt an seinen Stellvertreter in der Partei, Finanzminister Lars Løkke Rasmussen.

## NATO-Generalsekretär 2009–2014
Ernennung

Am 1. August 2009 wurde Fogh Rasmussen Generalsekretär der NATO. Erst nach heftigem Ringen, vor allem wegen der Bedenken der Türkei aufgrund seines Verhaltens bei den Mohammed-Karikaturen, wurde er zum künftigen NATO-Generalsekretär ernannt. Ein ehemaliger zentraler Berater des Weißen Hauses, Damon Wilson, später Vizedirektor des Think Tanks Atlantic Council, äußerte, er sei NATO-Generalsekretär geworden, weil er die USA im Irak unterstützte. George W. Bush persönlich habe bei seinem Nachfolger Barack Obama zugunsten des Dänen interveniert.
NATO-Strategiekonzept

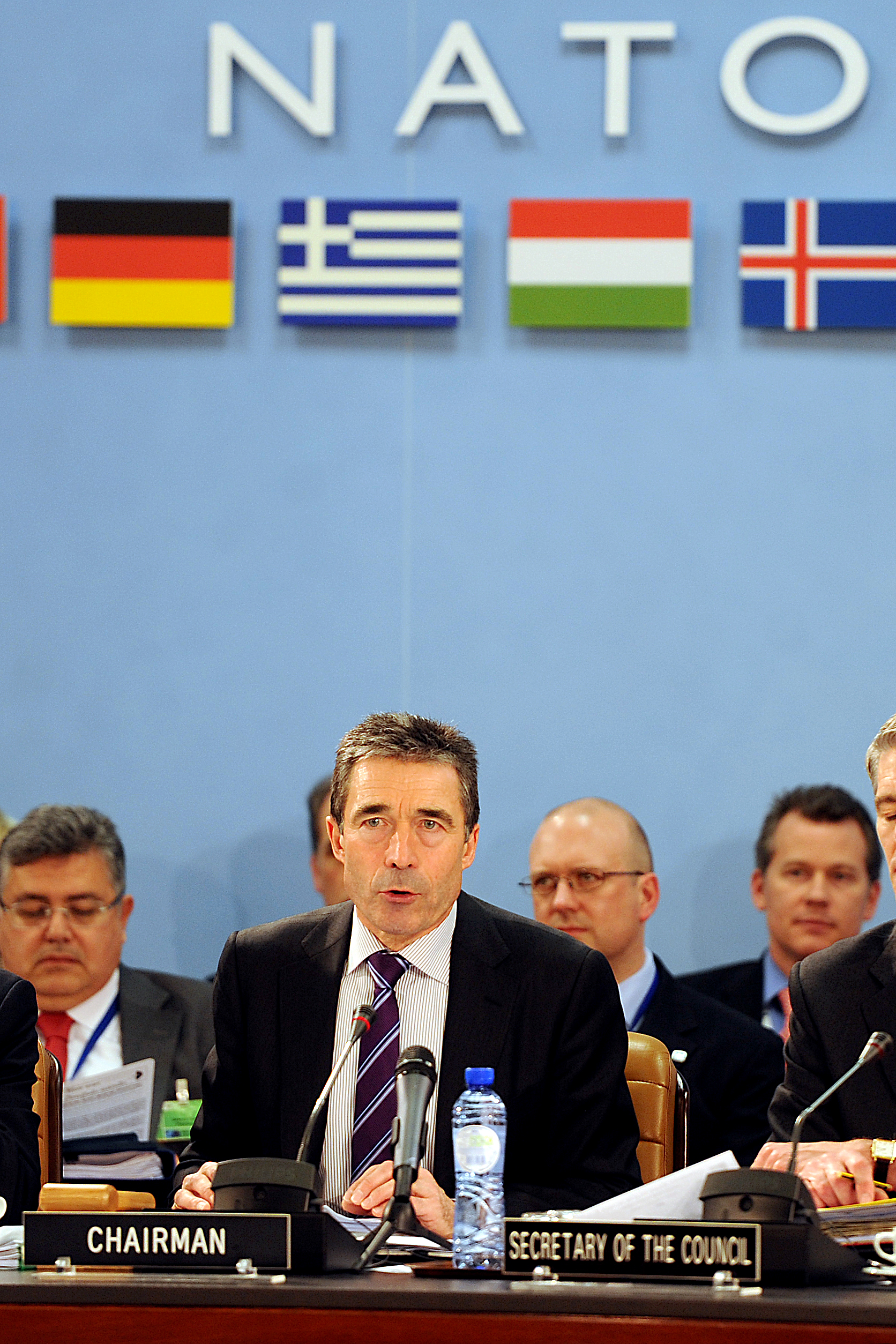
Anders Fogh Rasmussen eröffnet ein Treffen der NATO-Verteidigungsminister in Brüssel (2011)

Bis Ende 2010 formulierte er in Rücksprache mit den Bündnispartnern ein neues NATO-Strategiekonzept, das auf breite Zustimmung innerhalb des Bündnisses stieß.
Libyeneinsatz der NATO, Affront gegen Deutschland

Beim Libyen-Einsatz der NATO erlebte er eine enttäuschende Niederlage. Es gelang ihm nicht, die widerstreitenden Positionen der Mitgliedsländer zu versöhnen. Bei einer seiner Reden im Nordatlantikrat, dem politischen Entscheidungsgremium des Bündnisses, verließen der deutsche und der französische Botschafter den Saal. Er hatte unter anderem geäußert, es sei absurd, dass sich die Deutschen nicht am Kampfeinsatz beteiligten.
Raketenabwehrschild in Osteuropa

Nach Einschätzung Oliver Jehins wurde die Atmosphäre zwischen der NATO und Russland durch die Diskussion um den Aufbau eines Raketenabwehrschilds „vergiftet“, da Moskau diese Maßnahme als eine offene Bedrohung Russlands verstand. „Auf der einen Seite hat Moskau dieses Thema benutzt, um so sein Gebiet abzustecken, was die Partnerschaft mit der NATO anging. Auf der anderen Seite wollte die NATO bei diesem Thema auch nicht ernsthaft mit Russland zusammenarbeiten. Dem Generalsekretär waren daher die Hände gebunden.“ Rasmussen äußerte auf die Kritik aus Russland, das geplante Abwehrsystem solle vor Raketen schützen, die Europa ebenso wie Russland bedrohen könnten. Er bezog sich auf eine Bedrohung durch Länder wie den Iran.
Assoziierungsabkommen mit der Ukraine

2013 warf er Russland vor, die Öffnung des Bündnisses Richtung Osten abzulehnen. Insbesondere kritisierte er, dass Russland die Ukraine durch Druck von der Unterzeichnung des Assoziierungsabkommen mit der Europäischen Union (EU) abhalte. „Das Assoziierungsabkommen mit der Ukraine wäre eine wichtige Stütze für die euro-atlantische Sicherheit gewesen“, sagte Rasmussen. Das Ende des geplanten Abkommens Ende November war Auslöser für die Massenproteste in Kiew. Zuvor hatte Rasmussen die Regierung der Ukraine bereits zum Dialog mit der Opposition aufgefordert.
NATO-Osterweiterung

Im März 2014 sprach sich Rasmussen für eine weitere Erweiterung der NATO aus. Der Beitritt osteuropäischer Staaten zur westlichen Militärallianz sei eine der großen Erfolgsgeschichten dieser Zeit, sagte er der Welt am Sonntag. „Die Aufgabe ist jedoch noch nicht erfüllt.“
Konflikt in der Ostukraine

Bei seinem Besuch in Kiew am 7. August 2014, bei dem er mit dem ukrainischen Freiheitsorden ausgezeichnet wurde, stärkte er der ukrainischen Regierung im Konflikt mit Russland demonstrativ den Rücken. „Die Nato steht bereit, die Ukraine zu unterstützen“. Am 3. August hatte er in einem Interview erklärt, das Militärbündnis entwickele angesichts einer „russischen Aggression“ neue Verteidigungspläne. Am 29. August 2014 erklärte er: „Wir verdammen in schärfster Weise, dass Russland fortgesetzt seine internationalen Verpflichtungen missachtet“.
Rüstungsausgaben

Er forderte ein Umdenken in Europa. „Fahrt eure Verteidigungsausgaben nicht immer weiter zurück, investiert mehr Geld in die Verteidigung!“, sagte er in einem Interview mit der Frankfurter Allgemeinen Sonntagszeitung. Er behauptete außerdem, Moskau unterstütze Anti-Fracking-Aktivisten – „um Europa abhängig von russischem Erdgas zu halten“.
NATO-Reform

Das bestehende Vetorecht der Volksvertretung bezeichnete er im Spiegel als Risiko für gemeinsame Einsätze der NATO. „In einem multilateralen Zusammenhang muss jedes Land akzeptieren, dass die anderen ein Mitspracherecht haben.“
Gipfel von Newport

Auf dem Gipfeltreffen am 4./5. September 2014 im walisischen Newport sagte er zum Auftakt: „Wir haben es mit einem dramatisch veränderten Sicherheitsumfeld zu tun. Im Osten greift Russland die Ukraine an.“ Der Konflikt in der Ostukraine – und die Frage, wie die NATO darauf reagieren soll, stand im Zentrum des Treffens.
Er formulierte dort folgende Ziele:
- Stärke gegenüber Russland demonstrieren
- Der Regierung in Kiew Unterstützung signalisieren
- Aktionsplan für eine stärkere Präsenz in ihren osteuropäischen Mitgliedsstaaten
- Aufbau einer als „Speerspitze“ bezeichneten Eingreiftruppe, die innerhalb von zwei bis drei Tagen kampfbereit sein soll.

Rasmussen forderte:
- dass Russland seine Truppen von der Grenze zur Ukraine abziehen müsse
- das Einsickern von Waffen und Kämpfern in das Land stoppen
- die Unterstützung von bewaffneten Separatisten einstellen und
- konstruktive politische Bemühungen für eine Lösung beginnen solle.[34]

Am 1. Oktober 2014 folgte ihm der frühere norwegische Ministerpräsident Jens Stoltenberg als NATO-Generalsekretär.
Am selben Tag gab Rasmussen die Gründung seiner Agentur Rasmussen Global bekannt, die Beratung zu den Themen Sicherheitspolitik, transatlantische Beziehungen, Europäische Union und wirtschaftspolitische Entwicklung anbietet.
Außerdem schreibe er an einem Buch über seine weltpolitischen Ansichten.

## Rezeption seiner Amtszeit als NATO-Generalsekretär
Jan Techau, Direktor der Carnegie Endowment for International Peace Europe beurteilte die Amtsführung aufgrund des großen Selbstbewusstseins von Rasmussen eher kritisch: „Die NATO-Botschafter, die immer so etwas wie die Kurfürsten der NATO und die eigentlichen Regenten in diesem Haus waren, fühlten sich von ihm durchaus angegriffen und an die Seite gedrängt. Das war auch zum Teil so. Wenn Sie als NATO-Generalsekretär mit den Staats- und Regierungschefs direkt verhandeln, dann sind die Botschafter in ihrer Bedeutung geschmälert“.

## Weitere Karriere
Auf der Jahresversammlung des Konzerns A. P. Møller-Mærsk am 31. März 2014 in Kopenhagen wurde Rasmussen zum Direktor des Logistik-Unternehmens Mærsk Line ernannt. Mit Maersk Containern und Schiffen werden auch Waffentransporte durchgeführt. Zugleich wurde eine neue Zusammenarbeit zwischen dem Konzern und der NATO für die globalen Truppenbewegungen in Mali, der Zentralafrikanischen Republik und das Baltikum angekündigt.
Nach dem umstrittenen Einstieg der US-Investmentbank Goldman Sachs beim staatlichen dänischen Versorger Dong Energy mit 19 Prozent und dem Erhalt von wichtigen Vetorechten, wurde Rasmussen 2015 als Berater für die Bank angeworben.
Am 28. Mai 2016 ernannte der ukrainische Präsident Petro Poroschenko Rasmussen per Erlass zu seinem Berater, die prowestliche ukrainische Führung strebt eine Annäherung an die EU und NATO an. Rasmussen schrieb in einem Facebook-Post, dass er sich für „größtmögliche Sicherheit und Reformen in der Ukraine“ einsetzen wolle, auch im Kampf gegen die Korruption. Zum Zeitpunkt seiner Ernennung steckte der Friedensprozess für den Osten der Ukraine fest und die Kämpfe zwischen Armee und Separatisten flammen immer wieder auf. Separatisten im Gebiet Luhansk warfen dem Militär vor, ungeachtet des Minsker Friedensplans Kriegsgerät im Frontbereich zu verlegen und am 27. Mai 2015 war eine OSZE-Beobachterpatrouille beschossen worden. Zu Rasmussens Ernennung erklärte der stellvertretende Leiter des Verteidigungsausschusses der Staatsduma (russisches Parlamentsunterhaus): „Das ist natürlich zu einem großen Teil eine Geste, aber es ist eine Geste... Und es ist eine feindliche Geste.“ Konstantin Kossatschow, Chef des Auswärtigen Ausschusses im Oberhaus des Parlaments nannte Rasmussens Ernennung eine „protzige Show“ ohne „militärische oder auch praktischen Zweck“. Er verglich den Vorgang mit der Ernennung des ehemaligen Präsidenten Georgiens Michail Saakaschwili zum Gouverneur im südukrainischen Gebiet Odessa und andere Ausländer wie Wirtschaftsminister Aivaras Abromavičius aus Litauen und der Finanzministerin Natalija Jaresko aus den USA.

## Berater der Regierung der Ukraine
Am 24. Februar 2022 begannen russische Streitkräfte auf Befehl von Präsident Putin den russischen Überfall auf die gesamte Ukraine. Rasmussen entwickelte zusammen mit Andrij Jermak, dem Kanzleichef von Staatspräsident Selenskyj, ein Konzept namens „Kiewer Sicherheitspakt“, das einen Rahmen für Waffenlieferungen an die Ukraine setzen soll, eine Verbesserung nachrichtendienstlicher Zusammenarbeit und militärische Übungen und Ausbildungen der Ukraine mit der NATO zum Ziel hat und einen Wiederaufbau einer ukrainischen Rüstungsindustrie vorsieht. Im Juni 2024 forderte Rasmussen den deutschen Bundeskanzler Olaf Scholz im Rahmen der Taurus-Kontroverse auf, den Marschflugkörper Taurus schnellstmöglich an die Ukraine zu liefern. Weiteres Zögern würde Scholz nicht zum „Friedenskanzler“, sondern zu einem „Kanzler des ewigen Krieges“ machen.

## Trivia
Anfang 2003 düpierte er europäische Regierungschefs, weil er heimlich seine Gespräche mit ihnen für ein TV-Porträt über sich aufnehmen ließ.
2007 lief in Dänemark die Mockumentary AFR – I sandhed en utrolig løgn („AFR – In Wahrheit eine unglaubliche Lüge“) an, in der Rasmussen ermordet wird. Der Film hatte bereits im Vorfeld für Aufsehen gesorgt und stark polarisiert. AFR wurde zu großen Teilen aus Originalaufnahmen zusammengeschnitten und manipulierte den Sinngehalt des Materials. Der Regisseur Morten Hartz Kapler rechtfertigte die fiktiven Aussagen der Collagen, indem er auf die Meinungsfreiheit verwies und die These vertrat, eine freie Gesellschaft komme nur durch mutige Menschen voran, die es wagten, Autoritäten zu kritisieren.

## Auszeichnungen
- Großkreuz des Vytautas-Magnus-Ordens, Litauen
- Orden der Freiheit der Ukraine am 7. August 2014[48]
- Orden Stara Planina 2014

## Ehrungen
- Ehrendoktor der Universität Haifa
- 2014: Ehrendoktor der Technischen Universität Kaunas, Litauen